# Audrey Gogniat
Audrey Gogniat (Le Noirmont, 30 ottobre 2002) è una tiratrice a segno svizzera, vincitrice della medaglia di bronzo nella carabina ad aria compressa da 10 metri a Parigi 2024.

## Carriera
Nativa del Canton Giura, vince la sua prima medaglia internazionale ai Campionati europei di tiro da 10 metri 2023 di Tallinn con l'argento nella carabina individuale categoria junior.
Nel giugno dello stesso anno, insieme a Nina Christen e Chiara Leone, vince l'oro nella carabina da 10 metri aria compressa a squadre dei III Giochi europei di Cracovia. Ad agosto partecipa ai suoi primi campionati mondiali di tiro a Baku dove, grazie al sesto posto, riesce a qualificarsi per i Giochi olimpici dell'anno seguente.
Ai Campionati europei di tiro da 10 metri 2024 a Győr vince il bronzo nella carabina individuale dietro la tedesca Anna Janssen e Julia Piotrowska.
Prende poi parte ai Giochi olimpici di Parigi 2024 dove, dopo aver superato le qualificazioni col terzo punteggio, in finale riesce a difendere la posizione vincendo la prima medaglia svizzera di quell'edizione.

## Palmarès
- Giochi olimpici

Parigi 2024: bronzo nella carabina da 10 metri aria compressa
- Giochi europei

Cracovia 2023: oro nella carabina da 10 metri aria compressa a squadre.
- Campionati europei di tiro

Tallinn 2023: argento nella carabina individuale junior.
Győr 2024: bronzo nella carabina individuale.